# Louis-Gustave Martin
Louis-Gustave Martin, né le 22 août 1846 et mort le 5 septembre 1879, est un architecte et un homme politique québécois. Il a représenté Montcalm à l'Assemblée législative du Québec de 1874 à 1878 en tant que conservateur .

## Biographie
Né à Saint-Jacques, dans le Canada-Est, il est le fils de Jean-Louis Martin et Céline Dupuis. Il a été instruit au Collège de l'Assomption et de l'École polytechnique de Montréal. Il a conçu l'église Sainte-Brigide de Kildare à Montréal, ainsi que l'église Saint-Louis-de-France à Terrebonne.
Élu député conservateur dans Montcalm à l'élection partielle du 13 mars 1874, puis en 1875, il est défait en 1878.
Il meurt à Saint-Jacques, le 5 septembre 1879, à l'âge de 33 ans, il est inhumé dans le caveau de l'église de Saint-Jacques-de-l'Achigan, le 8 septembre 1879,.